# 馬提·倫德
馬提·倫德（英語：Matty Lund；1990年11月21日—）是一位北愛爾蘭足球運動員。在場上的位置是中場。他現在效力於英格蘭足球甲級聯賽球隊羅奇代爾足球俱樂部。

## 外部連結
- 足球数据库：馬提·倫德的球员统计数据